# Перепись населения Латвии (2011)
Перепись населения Латвии проходила с 1 марта по 10 июня 2011 года. Первая перепись населения с момента вступления страны в Европейский союз в 2004 году и второй с момента повторного обретения независимости в 1991 году. Также первая перепись населения, где была предоставлена возможность заполнить анкеты по интернету. Заполнение анкеты по интернету можно было произвести с 1 по 12 марта и с 1 по 10 июня. 2 марта возможность участвовать в переписи в интернете, введя номер паспорта и персональный код, была отменена из-за недостаточной защиты личных данных; осталась возможность участвовать в переписи в интернете посредством электронной подписи или интернет-банка. Данные собираются по состоянию на 1 марта. На анализ данных до подведения предварительных итогов ушло около 7 месяцев.

## Предварительные итоги
Картина предварительных итогов переписи населения страны начала вырисовываться уже в конце мая, о чём тут же начали писать СМИ как в стране, так и за рубежом. Даже учитывая либеральные методы проведения переписи, население страны сократилось с 2,4 млн в 2000 году до 1,88 млн в 2011. Под сомнение была поставлена объективность самой переписи, из-за растянутых, по меркам небольшой страны, сроков проведения (3 месяца), а также из-за того что впервые жителям предлагалось заполнять анкеты по Интернету. При этом один человек мог переписать сразу всех членов семьи, что, учитывая массовую эмиграцию из постсоветской Латвии, вызвало подозрения в завышенности даже такого негативного результата.

## Публикация результатов
В январе 2012 года были опубликованы предварительные итоги переписи, согласно которым в стране на 1 марта 2011 года жили 2 067 887 человек. Это значительно выше чем цифра в 1,88 миллиона жителей, озвученная ранее. «Дополнительные» 180 тысяч человек были извлечены из различного рода регистров с использованием математических методов. Это, в свою очередь, заставило многих демографов поставить под вопрос факт реального проживания этих людей в Латвии.
62,2 % населения составляли латыши, 26,9 % — русские, 10,9 % — представители других национальностей; граждане Латвии — 83,8 %. В отдельных муниципалитетах падение численности населения за период с переписи 2000 года достигло трети. Резко выросла за межпереписной период доля населения с высшим образованием. Данные переписи показали значительно меньшую численность населения, чем текущий учёт, показывавший 1 января 2011 года — 2 236 910 человек.
В марте 2012 года ЦСУ опубликовало скорректированные данные, согласно которым на 1 марта 2011 года в стране проживало 2 070 371 человек.

## Оценка итогов
Такое расхождение объясняется в первую очередь недоучётом эмиграции из страны. Текущая статистика зафиксировала естественную убыль населения за межпереписной период в размере 119 тысяч человек. Остальные 190 тысяч пришлись на эмиграцию, которую текущая статистика оценила всего в 30 тыс. чел. Общее сокращение населения, таким образом, составило 309 тыс. (13,2 %). Примечательно, что сокращение впервые затронуло все без исключения национальности страны, включая цыган, число которых до этого увеличивалось. Сокращение численности латышей резко ускорилось, однако в процентном выражении оно было менее интенсивным, чем сокращение числа лиц других национальностей. В результате доля латышей в населении страны несколько возросла.